# Каменка (Горайская волость)
Каменка — деревня в Горайской волости Островского района Псковской области.
Расположена на правом берегу реки Великая, в 34 км к юго-востоку от города Остров и в 11 км к востоку от волостного центра, деревни Крюки.
Численность населения деревни по состоянию на 2000 год составляла 9 человек.